# I borghi più belli d'Italia
I borghi più belli d'Italia è un'associazione privata che promuove i piccoli centri abitati italiani che decidono di associarsi ad essa con una qualifica di "spiccato interesse storico e artistico".

## Storia
Nata nel marzo 2001, su impulso della Consulta del Turismo dell'Associazione Nazionale Comuni Italiani (ANCI), con l'intento di contribuire a salvaguardare, conservare e rivitalizzare piccoli nuclei e comuni, ma a volte anche singole frazioni, che, trovandosi al di fuori dei principali circuiti turistici, rischiano, nonostante il grande valore, di essere dimenticati con conseguente degrado, spopolamento e abbandono, inizialmente il gruppo comprendeva un centinaio di borghi, successivamente cresciuti fino a 363 nel 2023, di cui 356 a pieno titolo e 7 borghi ospite, tra cui Città di San Marino.
Nel 2012 l'associazione italiana è stata tra i soci fondatori dell'associazione internazionale Les Plus Beaux Villages de la Terre, un'organizzazione privata che riunisce in sé alcune associazioni territoriali promuoventi piccoli centri abitati di particolare interesse storico e paesaggistico.

## Descrizione

### Criteri di ammissione
I criteri di ammissione all'associazione rispondono ai seguenti requisiti: integrità del tessuto urbano, armonia architettonica, vivibilità del borgo, qualità artistico-storica del patrimonio edilizio pubblico e privato, servizi al cittadino nonché il pagamento di una quota associativa annuale.

### Iniziative
L'associazione organizza all'interno dei borghi delle iniziative, quali: festival, mostre, fiere, conferenze e concerti che mettano in risalto il patrimonio artistico e architettonico, quello culturale tradizionale, storico, eno-gastronomico, dialettale, coinvolgendo nelle manifestazioni gli abitanti e le istanze locali, i comuni, le scuole, le associazioni culturali, i poeti e i musicisti locali. Il club è promotore di numerose iniziative sul mercato internazionale. Nel 2016 l'associazione ha stipulato un accordo su scala globale con l'ENIT, per promuovere il turismo nei borghi più belli nel mondo. Nel 2017 il club sigla un accordo con Costa Crociere per la valorizzazione di alcuni borghi, che vengono proposti ai crocieristi in arrivo nei porti italiani a bordo delle navi dell'operatore.
Il 20 novembre 2024 l’associazione ha raggiunto quota 371 comuni membri.

### Suddivisione regionale
La suddivisione regionale dei borghi membri dell'associazione è la seguente:
- 32 in Umbria
- 32 nelle Marche
- 30 in Toscana
- 27 in Abruzzo
- 28 in Liguria
- 25 nel Lazio
- 27 in Lombardia
- 25 in Sicilia
- 20 in Piemonte
- 17 in Emilia-Romagna
- 16 in Trentino-Alto Adige
- 16 in Calabria
- 14 in Puglia
- 16 in Friuli-Venezia Giulia
- 11 in Veneto
- 13 in Campania
- 9 in Sardegna
- 9 in Basilicata
- 4 in Molise
- 3 in Valle d'Aosta
- Città di San Marino (borgo onorario)

## I borghi

### Nord
| Regione               | Provincia            | Borgo                                                         | Foto |
| --------------------- | -------------------- | ------------------------------------------------------------- | ---- |
| Valle d'Aosta         | Aosta                | Bard                                                          |      |
| Valle d'Aosta         | Aosta                | Étroubles                                                     |      |
| Valle d'Aosta         | Aosta                | Fontainemore                                                  |      |
| Piemonte              | Alessandria          | Cella Monte                                                   |      |
| Piemonte              | Alessandria          | Garbagna                                                      |      |
| Piemonte              | Alessandria          | Volpedo                                                       |      |
| Piemonte              | Asti                 | Castagnole delle Lanze                                        |      |
| Piemonte              | Asti                 | Cocconato                                                     |      |
| Piemonte              | Asti                 | Mombaldone                                                    |      |
| Piemonte              | Biella               | Ricetto di Candelo (comune di Candelo)                        |      |
| Piemonte              | Biella               | Rosazza                                                       |      |
| Piemonte              | Cuneo                | Barolo                                                        |      |
| Piemonte              | Cuneo                | Chianale (frazione di Pontechianale)                          |      |
| Piemonte              | Cuneo                | Garessio                                                      |      |
| Piemonte              | Cuneo                | Guarene                                                       |      |
| Piemonte              | Cuneo                | Monforte d'Alba                                               |      |
| Piemonte              | Cuneo                | Neive                                                         |      |
| Piemonte              | Cuneo                | Ostana                                                        |      |
| Piemonte              | Novara               | Orta San Giulio                                               |      |
| Piemonte              | Torino               | Ingria                                                        |      |
| Piemonte              | Torino               | Usseaux                                                       |      |
| Piemonte              | Verbano-Cusio-Ossola | Vogogna                                                       |      |
| Piemonte              | Vercelli             | Rassa                                                         |      |
| Liguria               | Genova               | Campo Ligure                                                  |      |
| Liguria               | Genova               | Moneglia                                                      |      |
| Liguria               | Imperia              | Apricale                                                      |      |
| Liguria               | Imperia              | Badalucco                                                     |      |
| Liguria               | Imperia              | Cervo                                                         |      |
| Liguria               | Imperia              | Diano Castello                                                |      |
| Liguria               | Imperia              | Lingueglietta (frazione di Cipressa)                          |      |
| Liguria               | Imperia              | Perinaldo                                                     |      |
| Liguria               | Imperia              | Seborga                                                       |      |
| Liguria               | Imperia              | Taggia                                                        |      |
| Liguria               | Imperia              | Triora                                                        |      |
| Liguria               | Savona               | Castelvecchio di Rocca Barbena                                |      |
| Liguria               | Savona               | Celle Ligure                                                  |      |
| Liguria               | Savona               | Colletta (frazione di Castelbianco)                           |      |
| Liguria               | Savona               | Finalborgo (rione di Finale Ligure)                           |      |
| Liguria               | Savona               | Laigueglia                                                    |      |
| Liguria               | Savona               | Millesimo                                                     |      |
| Liguria               | Savona               | Noli                                                          |      |
| Liguria               | Savona               | Verezzi (frazione di Borgio Verezzi)                          |      |
| Liguria               | Savona               | Zuccarello                                                    |      |
| Liguria               | La Spezia            | Brugnato                                                      |      |
| Liguria               | La Spezia            | Deiva Marina                                                  |      |
| Liguria               | La Spezia            | Framura                                                       |      |
| Liguria               | La Spezia            | Montemarcello (frazione di Ameglia)                           |      |
| Liguria               | La Spezia            | Tellaro (frazione di Lerici)                                  |      |
| Liguria               | La Spezia            | Varese Ligure                                                 |      |
| Liguria               | La Spezia            | Vernazza                                                      |      |
| Lombardia             | Bergamo              | Clusone                                                       |      |
| Lombardia             | Bergamo              | Cornello dei Tasso (frazione di Camerata Cornello)            |      |
| Lombardia             | Bergamo              | Gromo                                                         |      |
| Lombardia             | Bergamo              | Lovere                                                        |      |
| Lombardia             | Brescia              | Bagolino                                                      |      |
| Lombardia             | Brescia              | Bienno                                                        |      |
| Lombardia             | Brescia              | Gardone Riviera                                               |      |
| Lombardia             | Brescia              | Monte Isola                                                   |      |
| Lombardia             | Brescia              | Tremosine sul Garda                                           |      |
| Lombardia             | Como                 | Tremezzo (frazione di Tremezzina)                             |      |
| Lombardia             | Cremona              | Castelponzone (frazione di Scandolara Ravara)                 |      |
| Lombardia             | Cremona              | Gradella (frazione di Pandino)                                |      |
| Lombardia             | Cremona              | Soncino                                                       |      |
| Lombardia             | Lecco                | Bellano                                                       |      |
| Lombardia             | Mantova              | Castellaro Lagusello (frazione di Monzambano)                 |      |
| Lombardia             | Mantova              | Grazie (frazione di Curtatone)                                |      |
| Lombardia             | Mantova              | Pomponesco                                                    |      |
| Lombardia             | Mantova              | Sabbioneta                                                    |      |
| Lombardia             | Mantova              | San Benedetto Po                                              |      |
| Lombardia             | Milano               | Cassinetta di Lugagnano                                       |      |
| Lombardia             | Milano               | Morimondo                                                     |      |
| Lombardia             | Pavia                | Fortunago                                                     |      |
| Lombardia             | Pavia                | Golferenzo                                                    |      |
| Lombardia             | Pavia                | Varzi                                                         |      |
| Lombardia             | Pavia                | Zavattarello                                                  |      |
| Lombardia             | Varese               | Maccagno Imperiale                                            |      |
| Trentino-Alto Adige   | Bolzano              | Castelrotto                                                   |      |
| Trentino-Alto Adige   | Bolzano              | Chiusa                                                        |      |
| Trentino-Alto Adige   | Bolzano              | Egna                                                          |      |
| Trentino-Alto Adige   | Bolzano              | Glorenza                                                      |      |
| Trentino-Alto Adige   | Bolzano              | Vipiteno                                                      |      |
| Trentino-Alto Adige   | Trento               | Bondone                                                       |      |
| Trentino-Alto Adige   | Trento               | Borgo Valsugana                                               |      |
| Trentino-Alto Adige   | Trento               | Caldes                                                        |      |
| Trentino-Alto Adige   | Trento               | Canale (contrada di Tenno)                                    |      |
| Trentino-Alto Adige   | Trento               | Luserna                                                       |      |
| Trentino-Alto Adige   | Trento               | Mezzano                                                       |      |
| Trentino-Alto Adige   | Trento               | Ossana                                                        |      |
| Trentino-Alto Adige   | Trento               | Pieve Tesino                                                  |      |
| Trentino-Alto Adige   | Trento               | Rango (frazione di Bleggio Superiore)                         |      |
| Trentino-Alto Adige   | Trento               | San Lorenzo in Banale (centro abitato di San Lorenzo Dorsino) |      |
| Trentino-Alto Adige   | Trento               | San Giovanni di Fassa (Sèn Jan di Fassa)                      |      |
| Veneto                | Padova               | Arquà Petrarca                                                |      |
| Veneto                | Padova               | Montagnana                                                    |      |
| Veneto                | Belluno              | Mel (frazione di Borgo Valbelluna)                            |      |
| Veneto                | Belluno              | Sottoguda (frazione di Rocca Pietore)                         |      |
| Veneto                | Treviso              | Asolo                                                         |      |
| Veneto                | Treviso              | Cison di Valmarino                                            |      |
| Veneto                | Treviso              | Follina                                                       |      |
| Veneto                | Treviso              | Portobuffolé                                                  |      |
| Veneto                | Verona               | Borghetto (frazione di Valeggio sul Mincio)                   |      |
| Veneto                | Verona               | Malcesine                                                     |      |
| Veneto                | Verona               | San Giorgio (frazione di Sant'Ambrogio di Valpolicella)       |      |
| Friuli-Venezia Giulia | Gorizia              | Gradisca d'Isonzo                                             |      |
| Friuli-Venezia Giulia | Pordenone            | Cordovado                                                     |      |
| Friuli-Venezia Giulia | Pordenone            | Poffabro (frazione di Frisanco)                               |      |
| Friuli-Venezia Giulia | Pordenone            | Polcenigo                                                     |      |
| Friuli-Venezia Giulia | Pordenone            | Sesto al Reghena                                              |      |
| Friuli-Venezia Giulia | Pordenone            | Spilimbergo                                                   |      |
| Friuli-Venezia Giulia | Pordenone            | Toppo (frazione di Travesio)                                  |      |
| Friuli-Venezia Giulia | Pordenone            | Valvasone Arzene                                              |      |
| Friuli-Venezia Giulia | Udine                | Clauiano (frazione di Trivignano Udinese)                     |      |
| Friuli-Venezia Giulia | Udine                | Fagagna                                                       |      |
| Friuli-Venezia Giulia | Udine                | Palmanova                                                     |      |
| Friuli-Venezia Giulia | Udine                | Sappada Vecchia (insieme di borgate di Sappada)               |      |
| Friuli-Venezia Giulia | Udine                | Strassoldo (frazione di Cervignano del Friuli)                |      |
| Friuli-Venezia Giulia | Udine                | Venzone                                                       |      |
| Emilia-Romagna        | Bologna              | Dozza                                                         |      |
| Emilia-Romagna        | Forlì-Cesena         | Bagno di Romagna                                              |      |
| Emilia-Romagna        | Forlì-Cesena         | Bertinoro                                                     |      |
| Emilia-Romagna        | Modena               | Fiumalbo                                                      |      |
| Emilia-Romagna        | Parma                | Compiano                                                      |      |
| Emilia-Romagna        | Parma                | Montechiarugolo                                               |      |
| Emilia-Romagna        | Piacenza             | Bobbio                                                        |      |
| Emilia-Romagna        | Piacenza             | Castell'Arquato                                               |      |
| Emilia-Romagna        | Piacenza             | Vigoleno (frazione di Vernasca)                               |      |
| Emilia-Romagna        | Ravenna              | Bagnara di Romagna                                            |      |
| Emilia-Romagna        | Ravenna              | Brisighella                                                   |      |
| Emilia-Romagna        | Rimini               | Montefiore Conca                                              |      |
| Emilia-Romagna        | Rimini               | Montegridolfo                                                 |      |
| Emilia-Romagna        | Rimini               | San Giovanni in Marignano                                     |      |
| Emilia-Romagna        | Rimini               | San Leo                                                       |      |
| Emilia-Romagna        | Rimini               | Verucchio                                                     |      |
| Emilia-Romagna        | Reggio nell'Emilia   | Gualtieri                                                     |      |

### Centro
| Regione | Provincia       | Borgo                                                       | Foto |
| ------- | --------------- | ----------------------------------------------------------- | ---- |
| Toscana | Arezzo          | Anghiari                                                    |      |
| Toscana | Arezzo          | Castelfranco di Sopra (capoluogo di Castelfranco Piandiscò) |      |
| Toscana | Arezzo          | Loro Ciuffenna                                              |      |
| Toscana | Arezzo          | Lucignano                                                   |      |
| Toscana | Arezzo          | Poppi                                                       |      |
| Toscana | Arezzo          | Raggiolo (frazione di Ortignano Raggiolo)                   |      |
| Toscana | Firenze         | Montaione                                                   |      |
| Toscana | Firenze         | Montefioralle (frazione di Greve in Chianti)                |      |
| Toscana | Firenze         | Palazzuolo sul Senio                                        |      |
| Toscana | Firenze         | San Donato in Poggio (frazione di Barberino Tavarnelle)     |      |
| Toscana | Firenze         | Scarperia e San Piero                                       |      |
| Toscana | Grosseto        | Capalbio                                                    |      |
| Toscana | Grosseto        | Giglio Castello (frazione di Isola del Giglio)              |      |
| Toscana | Grosseto        | Montemerano (frazione di Manciano)                          |      |
| Toscana | Grosseto        | Pitigliano                                                  |      |
| Toscana | Grosseto        | Porto Ercole (frazione di Monte Argentario)                 |      |
| Toscana | Grosseto        | Santa Fiora                                                 |      |
| Toscana | Grosseto        | Sovana (frazione di Sorano)                                 |      |
| Toscana | Livorno         | Campiglia Marittima                                         |      |
| Toscana | Livorno         | Populonia (frazione di Piombino)                            |      |
| Toscana | Livorno         | Suvereto                                                    |      |
| Toscana | Lucca           | Barga                                                       |      |
| Toscana | Lucca           | Castiglione di Garfagnana                                   |      |
| Toscana | Lucca           | Coreglia Antelminelli                                       |      |
| Toscana | Massa-Carrara   | Mulazzo                                                     |      |
| Toscana | Pisa            | Casale Marittimo                                            |      |
| Toscana | Pisa            | Montescudaio                                                |      |
| Toscana | Siena           | Buonconvento                                                |      |
| Toscana | Siena           | Cetona                                                      |      |
| Toscana | Siena           | San Casciano dei Bagni                                      |      |
| Marche  | Ancona          | Arcevia                                                     |      |
| Marche  | Ancona          | Corinaldo                                                   |      |
| Marche  | Ancona          | Offagna                                                     |      |
| Marche  | Ancona          | Morro d'Alba                                                |      |
| Marche  | Ancona          | Sassoferrato                                                |      |
| Marche  | Ascoli Piceno   | Grottammare                                                 |      |
| Marche  | Ascoli Piceno   | Montefiore dell'Aso                                         |      |
| Marche  | Ascoli Piceno   | Offida                                                      |      |
| Marche  | Ascoli Piceno   | Monteprandone                                               |      |
| Marche  | Ascoli Piceno   | Ripatransone                                                |      |
| Marche  | Fermo           | Moresco                                                     |      |
| Marche  | Fermo           | Servigliano                                                 |      |
| Marche  | Fermo           | Torre di Palme (frazione di Fermo)                          |      |
| Marche  | Macerata        | Cingoli                                                     |      |
| Marche  | Macerata        | Esanatoglia                                                 |      |
| Marche  | Macerata        | Montecassiano                                               |      |
| Marche  | Macerata        | Montecosaro                                                 |      |
| Marche  | Macerata        | Montelupone                                                 |      |
| Marche  | Macerata        | San Ginesio                                                 |      |
| Marche  | Macerata        | Sarnano                                                     |      |
| Marche  | Macerata        | Treia                                                       |      |
| Marche  | Macerata        | Visso                                                       |      |
| Marche  | Pesaro e Urbino | Fiorenzuola di Focara (frazione di Pesaro)                  |      |
| Marche  | Pesaro e Urbino | Frontino                                                    |      |
| Marche  | Pesaro e Urbino | Gradara                                                     |      |
| Marche  | Pesaro e Urbino | Macerata Feltria                                            |      |
| Marche  | Pesaro e Urbino | Mercatello sul Metauro                                      |      |
| Marche  | Pesaro e Urbino | Mondavio                                                    |      |
| Marche  | Pesaro e Urbino | Mondolfo                                                    |      |
| Marche  | Pesaro e Urbino | Montefabbri (frazione di Vallefoglia)                       |      |
| Marche  | Pesaro e Urbino | Monte Grimano Terme                                         |      |
| Marche  | Pesaro e Urbino | Pergola                                                     |      |
| Umbria  | Perugia         | Bettona                                                     |      |
| Umbria  | Perugia         | Bevagna                                                     |      |
| Umbria  | Perugia         | Castiglione del Lago                                        |      |
| Umbria  | Perugia         | Citerna                                                     |      |
| Umbria  | Perugia         | Corciano                                                    |      |
| Umbria  | Perugia         | Deruta                                                      |      |
| Umbria  | Perugia         | Giano dell'Umbria                                           |      |
| Umbria  | Perugia         | Massa Martana                                               |      |
| Umbria  | Perugia         | Monte Castello di Vibio                                     |      |
| Umbria  | Perugia         | Montefalco                                                  |      |
| Umbria  | Perugia         | Monteleone di Spoleto                                       |      |
| Umbria  | Perugia         | Montone                                                     |      |
| Umbria  | Perugia         | Nocera Umbra                                                |      |
| Umbria  | Perugia         | Norcia                                                      |      |
| Umbria  | Perugia         | Paciano                                                     |      |
| Umbria  | Perugia         | Panicale                                                    |      |
| Umbria  | Perugia         | Passignano sul Trasimeno                                    |      |
| Umbria  | Perugia         | Preci                                                       |      |
| Umbria  | Perugia         | Rasiglia (frazione di Foligno)                              |      |
| Umbria  | Perugia         | Scheggino                                                   |      |
| Umbria  | Perugia         | Sellano                                                     |      |
| Umbria  | Perugia         | Spello                                                      |      |
| Umbria  | Perugia         | Torgiano                                                    |      |
| Umbria  | Perugia         | Trevi                                                       |      |
| Umbria  | Perugia         | Vallo di Nera                                               |      |
| Umbria  | Terni           | Acquasparta                                                 |      |
| Umbria  | Terni           | Allerona                                                    |      |
| Umbria  | Terni           | Arrone                                                      |      |
| Umbria  | Terni           | Lugnano in Teverina                                         |      |
| Umbria  | Terni           | Montecchio                                                  |      |
| Umbria  | Terni           | Monteleone d'Orvieto                                        |      |
| Umbria  | Terni           | San Gemini                                                  |      |
| Umbria  | Terni           | Stroncone                                                   |      |
| Lazio   | Frosinone       | Atina                                                       |      |
| Lazio   | Frosinone       | Boville Ernica                                              |      |
| Lazio   | Frosinone       | Castro dei Volsci                                           |      |
| Lazio   | Frosinone       | Pico                                                        |      |
| Lazio   | Latina          | Gaeta Medievale                                             |      |
| Lazio   | Latina          | San Felice Circeo                                           |      |
| Lazio   | Latina          | Sperlonga                                                   |      |
| Lazio   | Roma            | Capranica Prenestina                                        |      |
| Lazio   | Roma            | Castel Gandolfo                                             |      |
| Lazio   | Roma            | Castel San Pietro Romano                                    |      |
| Lazio   | Roma            | Castelnuovo di Porto                                        |      |
| Lazio   | Roma            | Nemi                                                        |      |
| Lazio   | Roma            | Percile                                                     |      |
| Lazio   | Roma            | Subiaco                                                     |      |
| Lazio   | Rieti           | Amatrice                                                    |      |
| Lazio   | Rieti           | Castel di Tora                                              |      |
| Lazio   | Rieti           | Collalto Sabino                                             |      |
| Lazio   | Rieti           | Foglia (frazione di Magliano Sabina)                        |      |
| Lazio   | Rieti           | Greccio                                                     |      |
| Lazio   | Rieti           | Orvinio                                                     |      |
| Lazio   | Viterbo         | Bassano in Teverina                                         |      |
| Lazio   | Viterbo         | Civita (frazione di Bagnoregio)                             |      |
| Lazio   | Viterbo         | Ronciglione                                                 |      |
| Lazio   | Viterbo         | Sutri                                                       |      |
| Lazio   | Viterbo         | Torre Alfina (frazione di Acquapendente)                    |      |
| Lazio   | Viterbo         | Vitorchiano                                                 |      |
| Abruzzo | L'Aquila        | Anversa degli Abruzzi                                       |      |
| Abruzzo | L'Aquila        | Bugnara                                                     |      |
| Abruzzo | L'Aquila        | Castel del Monte                                            |      |
| Abruzzo | L'Aquila        | Introdacqua                                                 |      |
| Abruzzo | L'Aquila        | Navelli                                                     |      |
| Abruzzo | L'Aquila        | Opi                                                         |      |
| Abruzzo | L'Aquila        | Pacentro                                                    |      |
| Abruzzo | L'Aquila        | Pescocostanzo                                               |      |
| Abruzzo | L'Aquila        | Pettorano sul Gizio                                         |      |
| Abruzzo | L'Aquila        | Santo Stefano di Sessanio                                   |      |
| Abruzzo | L'Aquila        | Scanno                                                      |      |
| Abruzzo | L'Aquila        | Tagliacozzo                                                 |      |
| Abruzzo | L'Aquila        | Villalago                                                   |      |
| Abruzzo | Chieti          | Casoli                                                      |      |
| Abruzzo | Chieti          | Crecchio                                                    |      |
| Abruzzo | Chieti          | Guardiagrele                                                |      |
| Abruzzo | Chieti          | Palena                                                      |      |
| Abruzzo | Chieti          | Pretoro                                                     |      |
| Abruzzo | Chieti          | Rocca San Giovanni                                          |      |
| Abruzzo | Pescara         | Abbateggio                                                  |      |
| Abruzzo | Pescara         | Caramanico Terme                                            |      |
| Abruzzo | Pescara         | Città Sant'Angelo                                           |      |
| Abruzzo | Pescara         | Penne                                                       |      |
| Abruzzo | Teramo          | Campli                                                      |      |
| Abruzzo | Teramo          | Castelli                                                    |      |
| Abruzzo | Teramo          | Civitella del Tronto                                        |      |
| Abruzzo | Teramo          | Pietracamela                                                |      |
| Molise  | Campobasso      | Oratino                                                     |      |
| Molise  | Campobasso      | Sepino                                                      |      |
| Molise  | Isernia         | Fornelli                                                    |      |
| Molise  | Isernia         | Frosolone                                                   |      |

### Sud e Isole
| Regione    | Provincia          | Borgo                                | Foto |
| ---------- | ------------------ | ------------------------------------ | ---- |
| Campania   | Avellino           | Frigento                             |      |
| Campania   | Avellino           | Gesualdo                             |      |
| Campania   | Avellino           | Monteverde                           |      |
| Campania   | Avellino           | Nusco                                |      |
| Campania   | Avellino           | Savignano Irpino                     |      |
| Campania   | Avellino           | Summonte                             |      |
| Campania   | Avellino           | Zungoli                              |      |
| Campania   | Benevento          | Montesarchio                         |      |
| Campania   | Salerno            | Albori (frazione di Vietri sul Mare) |      |
| Campania   | Salerno            | Atrani                               |      |
| Campania   | Salerno            | Castellabate                         |      |
| Campania   | Salerno            | Conca dei Marini                     |      |
| Campania   | Salerno            | Furore                               |      |
| Puglia     | Bari               | Gravina in Puglia                    |      |
| Puglia     | Bari               | Locorotondo                          |      |
| Puglia     | Bari               | Sammichele di Bari                   |      |
| Puglia     | Brindisi           | Cisternino                           |      |
| Puglia     | Foggia             | Alberona                             |      |
| Puglia     | Foggia             | Bovino                               |      |
| Puglia     | Foggia             | Monte Sant'Angelo                    |      |
| Puglia     | Foggia             | Pietramontecorvino                   |      |
| Puglia     | Foggia             | Roseto Valfortore                    |      |
| Puglia     | Foggia             | Vico del Gargano                     |      |
| Puglia     | Lecce              | Otranto                              |      |
| Puglia     | Lecce              | Presicce-Acquarica                   |      |
| Puglia     | Lecce              | Specchia                             |      |
| Puglia     | Taranto            | Maruggio                             |      |
| Basilicata | Matera             | Irsina                               |      |
| Basilicata | Matera             | Miglionico                           |      |
| Basilicata | Potenza            | Acerenza                             |      |
| Basilicata | Potenza            | Castelmezzano                        |      |
| Basilicata | Potenza            | Guardia Perticara                    |      |
| Basilicata | Potenza            | Maratea                              |      |
| Basilicata | Potenza            | Pietrapertosa                        |      |
| Basilicata | Potenza            | Venosa                               |      |
| Basilicata | Potenza            | Viggianello                          |      |
| Calabria   | Catanzaro          | Badolato                             |      |
| Calabria   | Cosenza            | Aieta                                |      |
| Calabria   | Cosenza            | Altomonte                            |      |
| Calabria   | Cosenza            | Buonvicino                           |      |
| Calabria   | Cosenza            | Civita                               |      |
| Calabria   | Cosenza            | Fiumefreddo Bruzio                   |      |
| Calabria   | Cosenza            | Morano Calabro                       |      |
| Calabria   | Cosenza            | Oriolo                               |      |
| Calabria   | Cosenza            | Rocca Imperiale                      |      |
| Calabria   | Cosenza            | Trebisacce                           |      |
| Calabria   | Crotone            | Caccuri                              |      |
| Calabria   | Crotone            | Santa Severina                       |      |
| Calabria   | Reggio di Calabria | Bova                                 |      |
| Calabria   | Reggio di Calabria | Gerace                               |      |
| Calabria   | Reggio di Calabria | Stilo                                |      |
| Calabria   | Vibo Valentia      | Tropea                               |      |
| Sardegna   | Nuoro              | Atzara                               |      |
| Sardegna   | Nuoro              | Lollove (frazione di Nuoro)          |      |
| Sardegna   | Nuoro              | Posada                               |      |
| Sardegna   | Oristano           | Bosa                                 |      |
| Sardegna   | Sassari            | Castelsardo                          |      |
| Sardegna   | Sassari            | La Maddalena                         |      |
| Sardegna   | Sassari            | Tempio Pausania                      |      |
| Sardegna   | Sud Sardegna       | Carloforte                           |      |
| Sardegna   | Sud Sardegna       | Sadali                               |      |
| Sicilia    | Agrigento          | Sambuca di Sicilia                   |      |
| Sicilia    | Caltanissetta      | Sutera                               |      |
| Sicilia    | Catania            | Castiglione di Sicilia               |      |
| Sicilia    | Catania            | Militello in Val di Catania          |      |
| Sicilia    | Enna               | Agira                                |      |
| Sicilia    | Enna               | Calascibetta                         |      |
| Sicilia    | Enna               | Sperlinga                            |      |
| Sicilia    | Enna               | Troina                               |      |
| Sicilia    | Messina            | Castelmola                           |      |
| Sicilia    | Messina            | Castroreale                          |      |
| Sicilia    | Messina            | Forza d'Agrò                         |      |
| Sicilia    | Messina            | Montalbano Elicona                   |      |
| Sicilia    | Messina            | Novara di Sicilia                    |      |
| Sicilia    | Messina            | San Marco d'Alunzio                  |      |
| Sicilia    | Messina            | Savoca                               |      |
| Sicilia    | Palermo            | Cefalù                               |      |
| Sicilia    | Palermo            | Gangi                                |      |
| Sicilia    | Palermo            | Geraci Siculo                        |      |
| Sicilia    | Palermo            | Petralia Soprana                     |      |
| Sicilia    | Ragusa             | Monterosso Almo                      |      |
| Sicilia    | Siracusa           | Buccheri                             |      |
| Sicilia    | Siracusa           | Ferla                                |      |
| Sicilia    | Siracusa           | Palazzolo Acreide                    |      |
| Sicilia    | Trapani            | Erice                                |      |
| Sicilia    | Trapani            | Salemi                               |      |

### Internazionale
| Stato      | Borgo               | Foto |
| ---------- | ------------------- | ---- |
| San Marino | Città di San Marino |      |